# 青森市立筒井南小学校
青森市立筒井南小学校（あおもりしりつ つついみなみしょうがっこう）は、青森県青森市大字筒井にある公立小学校。

## 概要
青森市の中心部にも程近い筒井八ツ橋地区にある小学校。開校当時、市内でも最大規模の小学校だった筒井小学校から分離する形で創立したが、近年は減少が続いている。主な進学先は、学区内の筒井中学校。全校児童は336人、25学級（2024年現在）。

## 教育目標
やる気、元気、勇気 心豊かにのびゆく子

## 沿革
- 1984年（昭和59年）
  - 4月1日 - 開校。筒井小学校の学区を一部変更し、同校から495名の児童が移籍し[1]、筒井小学校以外からの転入生15名の計510名で発足。
  - 4月7日 - 開校式挙行。
  - 5月7日 - 校章制定。
  - 6月5日 - 校旗樹立。
  - 7月7日 - 校歌制定。
  - 11月10日 - 開校式典挙行。
- 1986年（昭和61年）8月1日 - 水泳プール竣工。

## 部活動

### 運動部
- 野球部[1]
- ミニバスケットボール部
- サッカー部
- 卓球部

### 文化部
- 吹奏楽部[1]

## 学区
筒井（3丁目の一部・4丁目・字八ツ橋・字桜川）

## 周辺
- 青森環状道路[2]
- 青森自動車道[2]
- 駒込川[2]
- イエローハット青森筒井店 - 敷地が隣接

## アクセス
- 青森市営バス「上筒井」停留所下車後、
  - 中筒井線（「J24」田茂木野行・「J3」2横内環状→青森駅行・「J32」幸畑団地行・「J38」流通団地）のりばから、徒歩約580m・約9分。
  - 新町線（「B1」中筒井→青森駅行）・造道・八重田線（「C10」中筒井→東部営業所行）のりばから、徒歩約630m・約9分。
    - なお、直線距離では、国道・古川線（「A1」観光通り→青森駅）・観光通り線（「K33」学校教育センター）の「聴覚障害者情報センター前」停留所（国道7号青森環状道路）の方が近いが、道路形状の関係で、遠回りとなる。

## 参考資料
- 『新青森市史 別編教育（別巻） 年表・学校沿革』（青森市・2000年3月発行）「学校沿革 （一）小学校」215頁「筒井南小学校 変遷」